# 曼努埃利托 (新墨西哥州)
曼努埃利托（英語：Manuelito）是位於美國新墨西哥州麥金萊縣的普查規定居民點。

## 人口
根據2020年美國人口普查的數據，曼努埃利托的面積為21.15平方千米，皆為陸地。當地共有人口68人，而人口密度為每平方千米3.22人。